# Wojna brytyjsko-zuluska
Wojna brytyjsko-zuluska – półroczny konflikt zbrojny pomiędzy Imperium Brytyjskim a Zulusami, trwający od 11 stycznia do 4 lipca 1879, zakończony przegraną Zulusów i upadkiem ich państwa. 